# Dúlamán
Dúlamán (Untertitel: Voice of the Celts) ist eine irische Bühnenaufführung, die in Deutschland vor allem durch ihre Teilnahme an der elften Staffel von Das Supertalent bekannt wurde.

## Hintergrund
Ähnlich wie Riverdance – The Show handelt es sich bei Dúlamán um eine 90-minütige Bühnenshow, die Irish Folk und Stepptanz verbindet. Die Show konzentriert sich auf die vier Sänger Aaron Doyle, Sean Keany, Gavin Ryan und Conor McQuaid, die von einem Tanzensemble unterstützt werden. Der Name basiert auf dem gleichnamigen traditionellen irischen Song, der vor allem durch Clannad und Enya populär wurde.
Die Show wird von Seán McCarthy produziert. Die Choreografie übernahm Jacintha Sharpe und die Musik wurde von Conal Early geschrieben.
In Deutschland nahm die Show an der Castingshow Das Supertalent auf RTL teil. Auch wenn sie dort im Finale lediglich ein Zuschauervoting von 3,77 % (vorletzter Platz) erreichten, machte ihr Auftritt mit dem Modern-Talking-Song Brother Louie die Show populär.
Am 15. Dezember 2017 erschien das Album Voice of the Celts, das Platz 59 der deutschen Albumcharts erreichte. Dabei übernahm Dieter Bohlen die Produktion des Albums, auf dem sich neben traditionellen Irish-Folk-Stücken auch drei Modern-Talking-Coverversionen befinden.
Anfang Januar 2018 tourt die Show durch Deutschland.

## Diskografie
- 2017: Voice of the Celts (Sony Music)